# 架空の植物一覧

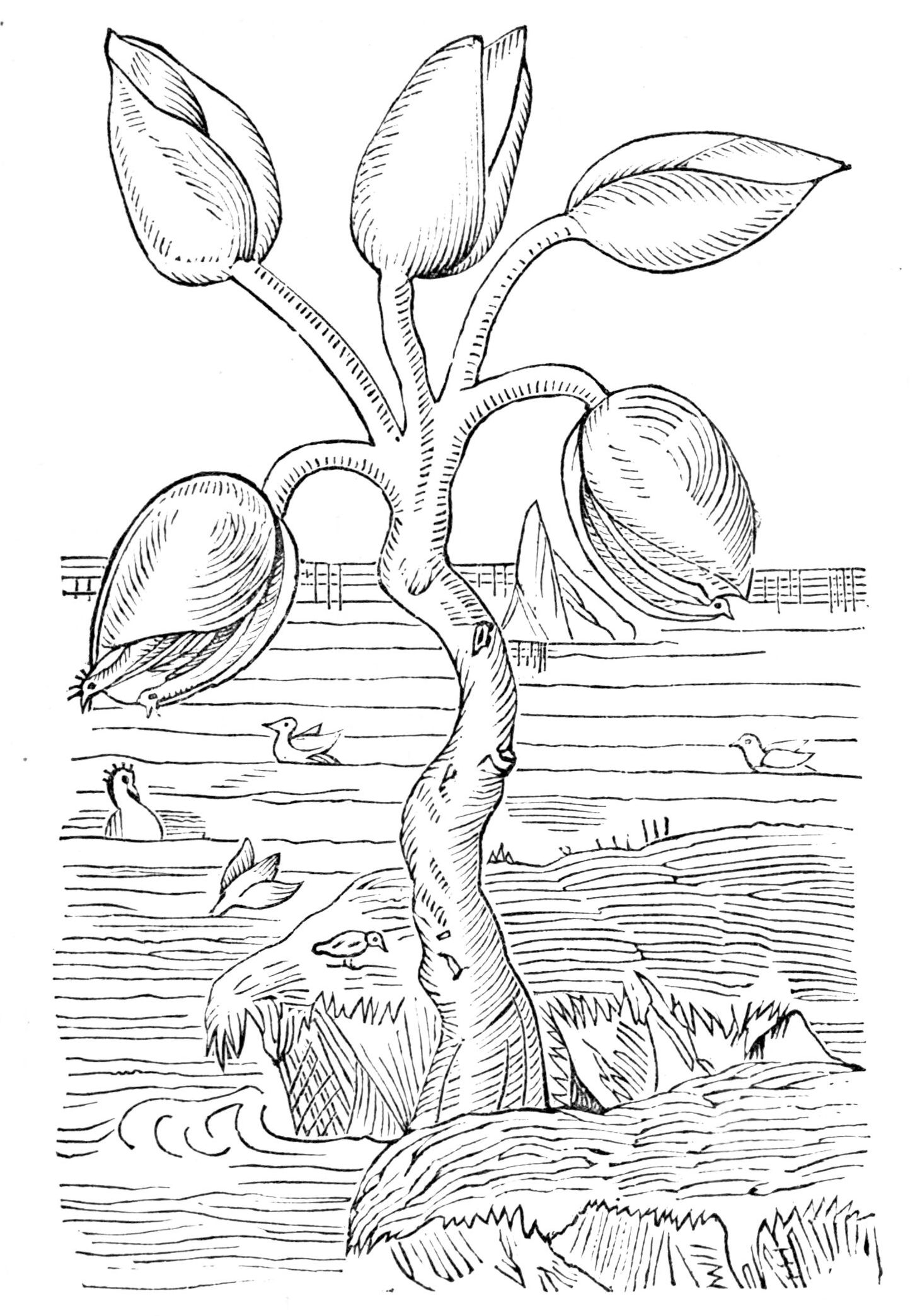
ジョン・ジェラード作 Herbal (1597)から「The goose-tree」。フジツボの木（barnacle tree）とも呼ばれる。ガチョウを生む木

架空の植物一覧（かくうのしょくぶついちらん）は、神話や伝説等に登場する実在しない植物の一覧である。
近代・現代の創作に関しては、複数の創作に共通して用いられている概念や、詳細な設定があり物語の中で大きな役割を担っているもの、独立記事作成の目安を達成したものなどに限定して記載する。

## 神話・伝説
生命の樹、生命の木
- 生命の樹（旧約聖書）
- 扶桑、若木（中国神話）
- en:Tree of life (Quran)
- ガオケレナ（ゾロアスター教）

世界樹（World tree）
- ユグドラシル（北欧神話）
- 天までとどく木（ハンガリー神話）
- tr:Ağaç Ana
- 建木（中国神話）
- en:Mesoamerican world tree（メソアメリカの世界樹）
- イルミンスール（サクソン人、ゲルマン人の宗教）
- アクシャヤヴァタ [akṣayavata]（インド神話） - 不壊のバニヤン樹。
- 如意樹（インド神話） - どんな願いでも叶える樹。（別名：カルパタルの樹、カルパヴリクシャ）
- Modun（モンゴル）

天国・地獄等の植物
- ザックーム（イスラム教）
- スィドラ（イスラム教）
- アスフォデルス（ギリシア神話、冥界にあるアスポデロスの野に咲く花。実在するアスフォデルス・アルブスは死者を楽園エーリュシオンに誘うものとして喪に飾られた。）
- レウケー（ギリシア神話、冥界の神によって白ポプラに姿を変えられた人）
- パーリジャータ（インド神話） - 乳海攪拌で生まれた天界の聖樹。

食人木
- マダガスカルの木
- vampire vine
- ヌビアの木
- ヤ=テ=ベオ（中央アメリカと南アメリカ）
- 樹木子（日本民話）

実
- オオカムヅミ - 【日本神話】雷神と黄泉軍を追い払った3個の桃
- 禁断の果実
- 不和の林檎
- 黄金の林檎 - ギリシャ神話や北欧神話など、登場頻度が多い。
- 銀の林檎 - アイルランド神話に登場するアマン・アヴラッハ（古アイルランド語で「林檎の場所」の意）という楽園島の木に生る魔法のリンゴ。食べると不老不死となる。
- 聖なるリンゴがついた銀の枝（ケルト神話） - 異界アンヌンとティル・ナ・ノーグを渡るのに必要なパスポート。
  - アマン・アヴラッハに来た船乗りに、不思議な女性がリンゴの花がついた銀の枝を渡し、船乗りは素晴らしい旅を始めるエピソードもある。

- 仙桃（蟠桃）（中国神話） - 薬。西王母が長命を望む前漢の武帝に与えた。仙人が集う宴会「蟠桃会」で、孫悟空が盗み食いをして不老長寿となる。
- 窮桑の実 - 【中国神話】1万年に一度長寿の効果のある果実をつける。

不思議な能力を持つ
- ラスコヴニク（スラヴ神話） - あらゆる鍵の開け閉めができる力を持ち、鉄を金に変える錬金術の素材。しかし、存在を確認できる生物は僅かしかいない。
- ロートスの木（ギリシア神話）
- 搖錢樹 - 中国の民話に登場する「金のなる木」
- en:Mímameiðr（ミーミルの樹、北欧神話） - 火や金属に対して無傷

神・人・動物の特徴を持つもの
- ナリーポン（Nariphon）・マカリーポン（Makalipon）- タイの神話に登場する美人が果実としてなる木
- 人面樹
- バロメッツ（ギリシア神話） - 羊が成る植物
- en:Talking tree - 喋る木は多くの神話・創作に登場する。

その他
- 月桂 - 月に生えているという桂の木。
- うどんげ（インドの伝説。同名の植物が実在する）
- 知恵の樹（旧約聖書）
- フィクス・ルミナレス（ローマ神話）
- バルンストック（北欧神話） - オーディンが剣を刺した木。後に、その剣をシグルドが引き抜くこととなる。
- ヒソプ （旧約聖書） - 清めの水、癒しの儀式に使用するようにと書かれている植物だが、長い歴史の中で特定不能となった。
- レーラズ（北欧神話） - ユグドラシルと同一視されることがある。二匹の山羊に葉が食べられる。
- シダの花（en） - スラヴ語圏の伝説上の植物。見つけた人に幸運が舞い込むというが、そもそもシダは花を咲かせない植物である。
- Cad Goddeu（en、「木の戦い」の意） - 14世紀のウェールズのポエム。伝説的な付与魔術師グウィディオンが木を動かし、軍隊として戦わせた。
- 竜華樹 - 竜華樹の下で弥勒菩薩が3回説法を行う（竜華三会）

### 薬
- モーリュ（ギリシア神話）- 薬。毒・魔法を打ち消す。
- プロメテイオン（ギリシア神話）- プロメテウスのイーコールから生まれた薬草。この薬草から作った魔法の薬を塗ると1日の間どんな物にも傷つけられない身体となる。
- シーブ・イッサヒル・アメル（ギルガメシュ叙事詩） - 棘のある水草。若返り不死になる効果を持つが、匂いにつられた蛇に食べられてしまう。
- ハオマ（ゾロアスター教） - 薬。神聖な植物とされ、栄養豊富で傷の治癒の促進をおこなう。いろいろ元気になる。
- 瑶草（中国伝説） - 薬。伝説の姑瑶山に生える百病を治す仙草。山海経で2種類紹介されている。
- 不死之草（中国語版）、別名：養神芝（中国伝説） - 薬。死者の顔に被せると復活させ、食べると長寿になる。神仙が住む十洲三島（中国語版）の祖洲に生える。
- マンドレイク（マンドラゴラ、アルラウネとしても知られる。なおマンドレイクという植物は実在する）- 錬金術薬・不老不死の薬になるともされる。伝承では人の形状を持ち動き回るともされる。
- サンジーバニー・ブーティ（英語版）（サンジワニ） - 【ラーマーヤナ】あらゆる病気を癒し、死者を復活させる薬の材料となる。
- Ausadhirdipyamanas - 【インド神話】アシュヴィン双神が使用する若返りと戦いの傷を癒す薬になる薬草
- アグラフォーティス（英語版） - 発熱、悪魔、魔術除けのハーブ
- ウムドレビ（英語版） - 猛毒を周囲にまき、樹液も猛毒で動くという話もある。果実は薬、解毒薬としての効果を持つ。

## 近代の創作
遺伝子操作・突然変異系
- ダイソン・ツリー - 彗星上で成長することのできるように遺伝子操作された木
- アタック・オブ・ザ・キラー・トマト - 1978年のアメリカ映画でカルト的な人気を誇る。突然変異で生まれた人に襲い掛かるトマトを主題とした作品。

パロディ
- スパゲッティの木 - BBCのエイプリルフール企画で、スパゲッティが収穫できる木。
- 平行植物 - 20世紀の絵本作家レオ・レオニの創作した民俗学的書籍のパロディ
- en:Panty tree - アメリカの都市伝説。スキー場のリフトから投げ捨てられた下着やビーズの鎖（マルディグラ・ビーズ）で飾られた木

ファンタジー
- ジャックと豆の木 - 1734年の「The Story of Jack Spriggins and the Enchanted Bean」から、天まで育つ魔法の豆が登場する。
- 中つ国の植物一覧 - ファンタジー作家J・R・R・トールキンが生み出した中つ国の植物群
  - エント（『指輪物語』シリーズ） - 木に似た巨人。ゲームなどで似た種を出す際、版権上の都合から「トレント」という名が使われる。
  - フオルン（『指輪物語』） - エントの言葉を解する動く木。一説には動かなくなったエントとも言われる。

- トリフィド - 1950年代のSF小説トリフィド時代に登場した食人植物。その後、多くの映像作品などに登場した。
- 悪魔の実 - 漫画『ONE_PIECE』で大きな役割を担っている食べると不思議な能力を得られる実
- ハリー・ポッターシリーズの魔法生物一覧#魔法植物
- 崖の国物語の植物（英語版でのリスト）
- ノウンスペースに登場するパク人の生命の樹

## 謂れのある植物
- en:Sacred tree at Uppsala - ウプサラの聖木
- オオウイキョウ - プロメテウスが茎に火を隠して人間に渡した。ディオニューソスの持つ豊穣の杖テュルソスは、オオウイキョウの茎から作られている[4]。
- シルフィウム - 薬・調味料。架空の植物ではなく、実在したが原因不明の理由で絶滅
- ニワウルシ（別名：神樹、tree of heaven） - 中国原産の木。耐候性と生命力、繁殖力と成長力が強く、伐採しても直ぐに芽が生えて再生し、駆除が困難であることから 地獄の木（tree of Hell）とも呼ばれる。漢方薬にも使われている。一部の地域では、侵略種とされる。
- 三度栗 - 年に3回実を付けると言われる品種。
- ヤドリギ - ケルトに置いて重要視され、北欧神話の神バルドルを倒すのに使用された。ギリシア神話の英雄アイネイアースには「黄金のヤドリギの枝」を冥府の王プロセルピナに手土産として送るエピソードがある。

聖なるハーブ
- バーベナ - 神や超自然的な力と関連付けられ、悪魔祓い、強壮剤として信じられた。「Devil's bane（悪魔が滅びる原因）」とも呼ばれた。
  - クマツヅラ - 十字架降架後のイエスの血を止めるのに使用されたと言われる。

### 宗教
- イトスギ - 【イスラム世界とヨーロッパの両方】死と死後の世界の象徴、ゾロアスター教では、火を思わせることから聖なる木とされた。
- トゥルシー - 別名：ホーリーバジル。ヒンドゥー教で神聖な植物とされ、医学書アーユルヴェーダにも記述される。
- シナノキ（リンデン） - 【キリスト教】聖人の彫像用途で多用される事から「lignum sacrum」（ラテン語で「聖なる木」の意）とされる。
- en:Cypress of Keshmar - 【ゾロアスター教】美しい巨木で神聖なものとされたが、伐採された。
- パロサント（スペイン語：Palo santo、聖なる木の意）
  - Bursera graveolens - 南米のシャーマンが除霊スマッジング（英語版）に使用する線香スマッジスティックの原料となる。
- ウィッシュツリー（英語版） - 七夕の竹のように願掛けされる木
- クリスマスツリー
- 新年のツリー
- ハス - ヒンドゥー教や仏教などで聖なる花とされる。

ケルト

- ハシバミ - 知恵と魔除けと関連付けられ、占いや魔法の道具とされた。
- ヤドリギ - 神聖視されたが、オークについたものは特に神聖とされた。

仏教三大聖樹
- 無憂樹（マメ科）：釈迦が生まれた所にあった木
- 印度菩提樹（クワ科）釈迦が悟りを開いた所にあった木
- 沙羅双樹（フタバガキ科）：釈迦が亡くなった所にあった木